# Anatopynia vittigera
Anatopynia vittigera är en tvåvingeart som beskrevs av Edwards 1931. Anatopynia vittigera ingår i släktet Anatopynia och familjen fjädermyggor. Inga underarter finns listade i Catalogue of Life.